# Meteorus delator
Meteorus delator är en stekelart som först beskrevs av Alexander Henry Haliday 1835.  Meteorus delator ingår i släktet Meteorus och familjen bracksteklar. Inga underarter finns listade i Catalogue of Life.